# Aelbert Cuyp
A(e)lbert Jacobszoon Cuyp (Dordrecht, octubre del 1620 - ibidem, 15 de novembre del 1691) fou un pintor neerlandès que era conegut per les seves marines.

Fou el fill únic de Jacob Gerritsz Cuyp, un pintor de paisatges que el va iniciar a l'art de la pintura. Fins 1640 van col·laborar, Albert pintava els paisatges i son pare hi afegia els personatges. 

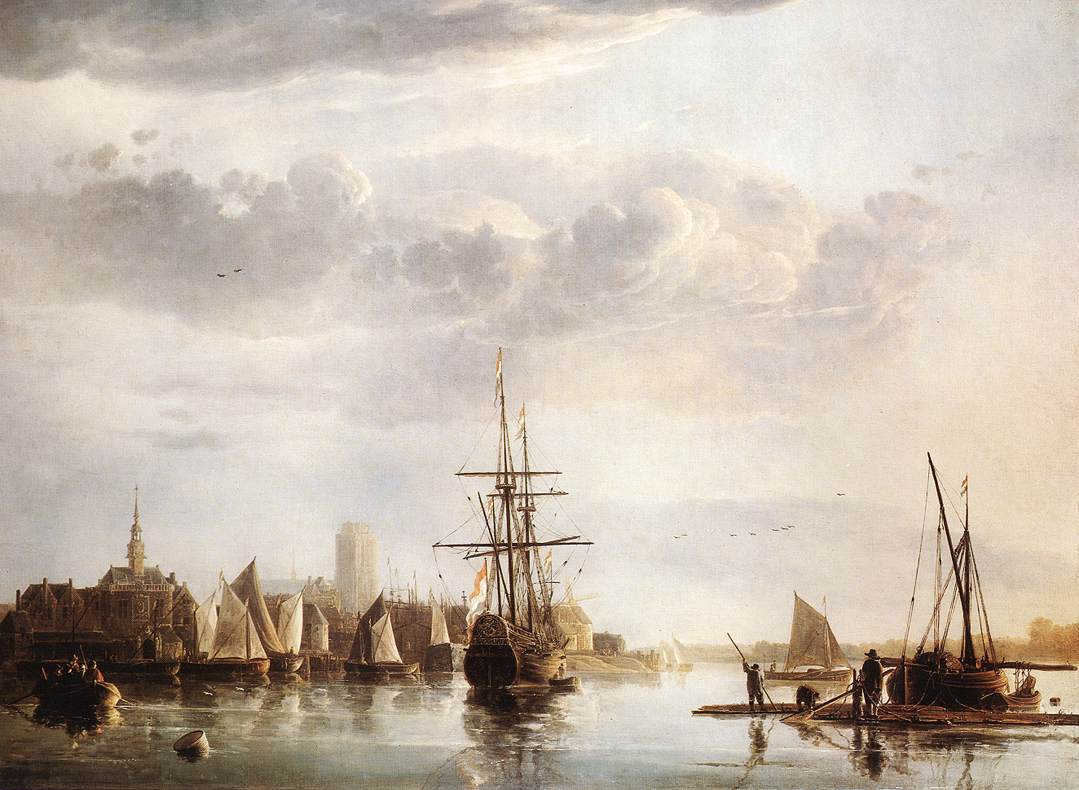
Aelbert Cuyp: Vista de Dordrecht (ca. 1660)

Després de l'any 1650, Aelbert Cuyp va desenvolupar el seu estil propi. És conegut per la gran quantitat de figures i animals colorits representats en la seva obra i per la rica paleta de colors. En les marines es veu una llum mediterrània, encara que mai no hagi sigut a Itàlia. Va viatjar a Arnhem, Rhenen i Clèveris. Les seves vistes de rius, incloent-hi la coneguda Vista de Dordrecht, demostren una utilització virtuosa de colors mats, que són associats als paisatges holandesos.
L'any 1658, Aelbert Cuyp va casar-se amb Cornelia Boschman, que era la vídua de Johan van den Corput, amb qui havia tingut tres fills. En aquest moment ja tenia una carrera d'èxit. L'any següent van tenir una filla. L'any 1660 va exercir càrrecs variats a l'església reformada holandesa i puix que la seva posició financera era segura, va abandonar la pintura.
Aelbert Cuyp morí l'any 1691, quatre anys després de la seva esposa, i va ser enterrat a l'església de Sant Agustí a Dordrecht.

## Estil de pintura
Aelbert Cuyp va ser influenciat per Salomon van Ruysdael, Jan van Goyen, Jan Both i Claude Lorrain. Va sentir-se atret per la cultura cavalleresca i dinàstica; s'hi troben vestits d'estil polonès que eren favorits de la població de classes socials altes i els animals es troben en una posició que va ser ensenyada a les acadèmies d'equitació de França.

## Museus
Al segle xviii i xix les peces cavalleresques van esdevenir molt populars entre l'aristocràcia anglesa. Moltes de les seves obres es troben a col·leccions britàniques, al Rijksmuseum d'Amsterdam i al Museu de Dordrecht.

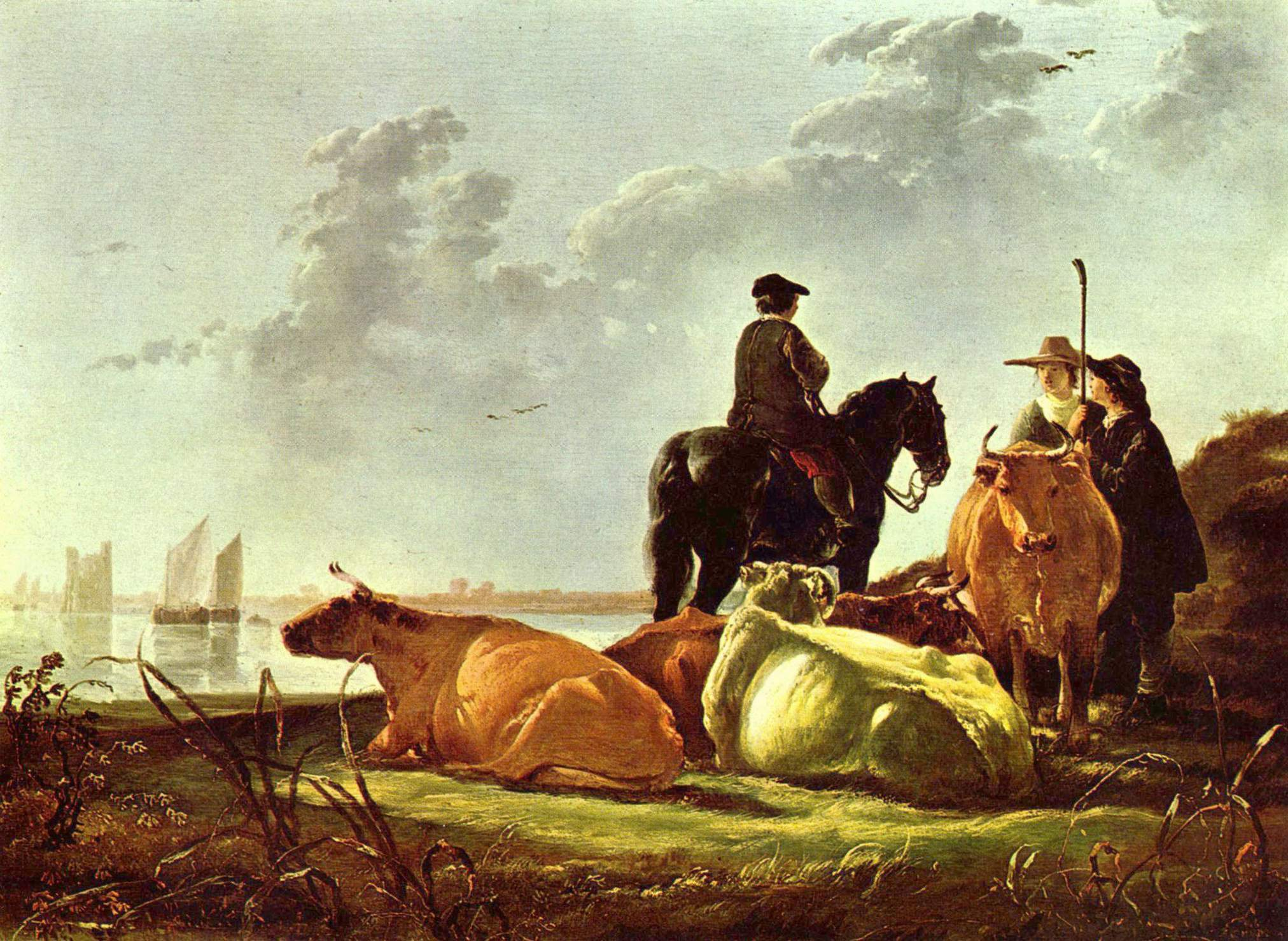
Bestiar a una prada, National Gallery de Londres (Londres)

- Institut d'Arts de Detroit de Michigan
- Museu de Belles Arts de San Francisco
- Museu Fitzwilliam de Cambridge
- Ermitage de Sant Petersburg
- Museu J. Paul Getty de Los Angeles
- Louvre de París
- Metropolitan Museum of Art de Nova York

## Reconeixement
La ciutat d'Amsterdam li va dedicar un carrer «Albert Cuypstraat» al barri De Pijp. És conegut sobretot pel mercat que s'hi organitza cada dia excepte el diumenge. És el mercat més popular dels Països Baixos i una atracció turística.